# Дунвало Молмутський
Дунвало Молмутський (валл. Dyfual moel myd), відповідно до твору Джефрі Монмутського, двадцять другий Міфічний король Британії, син корля Корнуолу Клотена. Став королем, перемігши інших претендентів у громадянській війні. Спочатку він переміг короля Рудавка. Після цього королі Пінор і Статерій об'єднали свої війська та сплюндрували землі Дунвало. У вирішальній битві Дунвало та 600 його воїнів одягли лати своїх противників, змішались з військом ворога та убили обох королів. 
Дунвало відновив королівство Британії у тих межах, які існували за його попередників з троянської династії. Він видав Молмутські закони, які діяли у Британії сотні років. Після його смерті розпочалась нова громадянська війна між синами Дунвало  - Беліном і Бреном. 